# Cinghiale di Soulac-sur-Mer

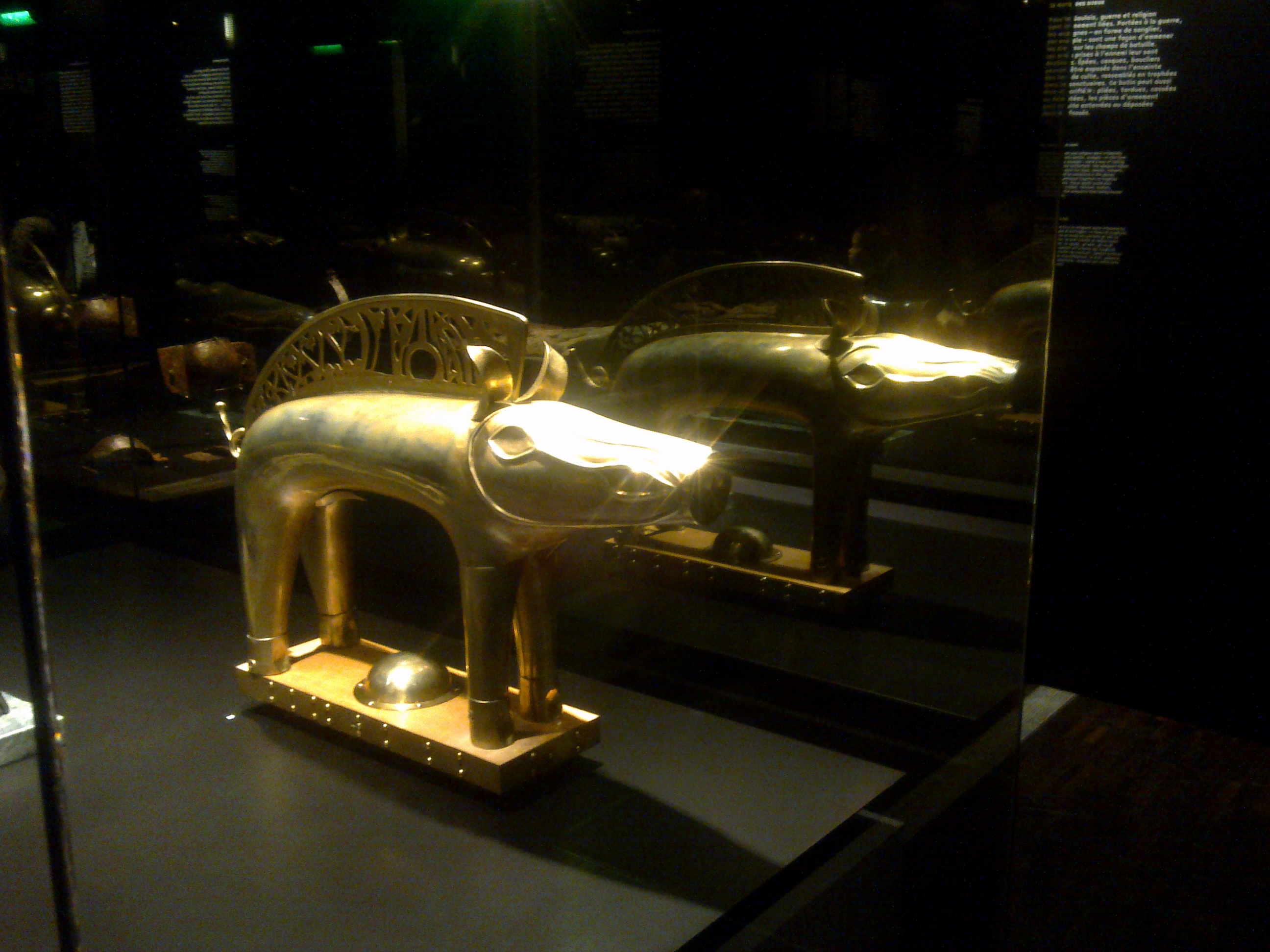
Il "Cinghiale di Soulac-sur-Mer".

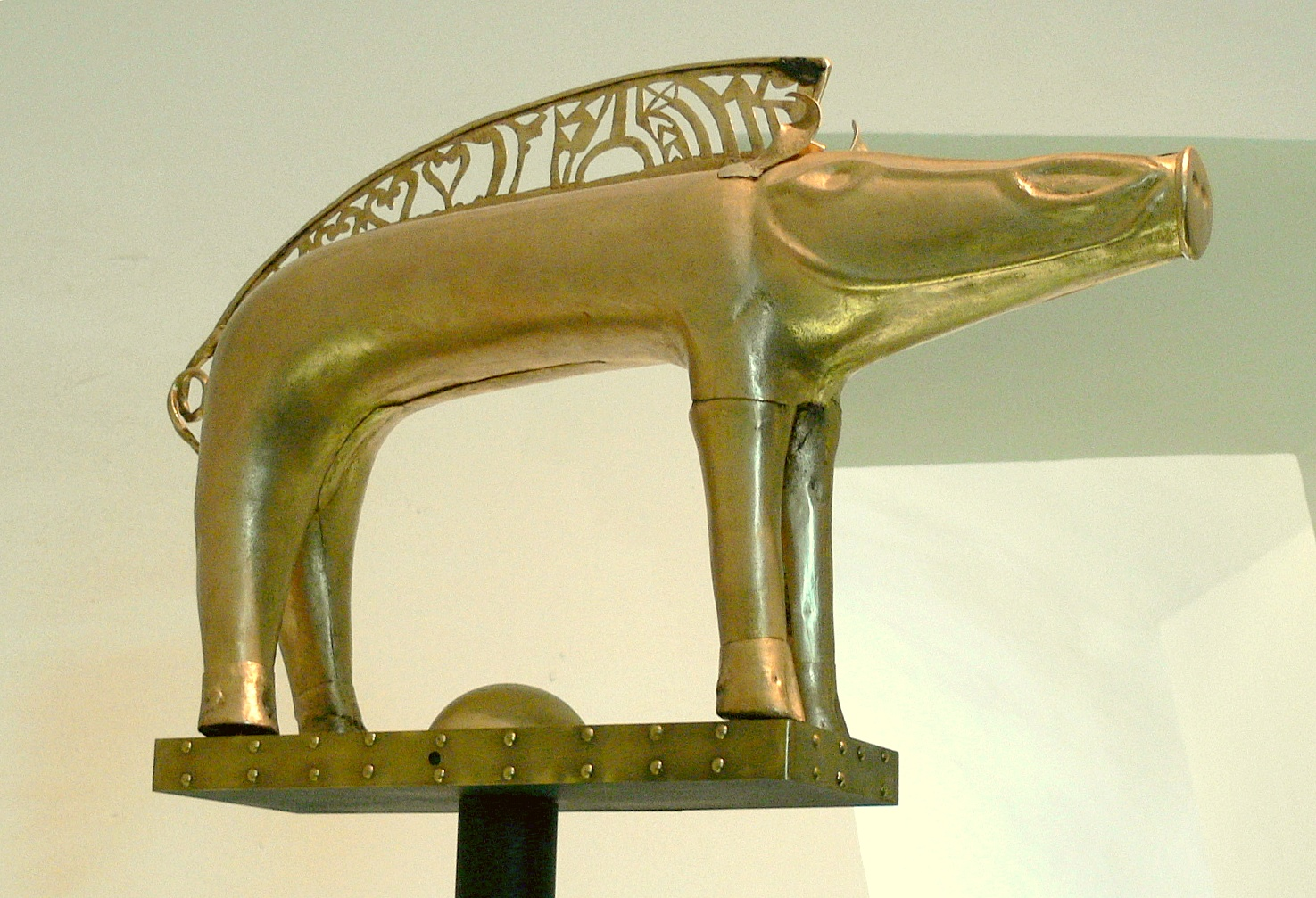
Il "Cinghiale di Soulac-sur-Mer" - replica del Museo di Salisburgo.

Il Cinghiale di Soulac-sur-Mer (in francese Sanglier-enseigne de Soulac-sur-Mer) è un manufatto gallico raffigurante un cinghiale in lastre d'ottone utilizzato come insegna militare d'una o più tribù di guerra. È un oggetto eccezionalmente rappresentativo dell'Arte celtica.

## Scoperta
Il cinghiale fu scoperto casualmente nel dicembre 1989 sulla battigia della spiaggia di Amélie, a Soulac-sur-Mer (Gironda), sepolto sotto uno strato di 30 cm d'argilla erosa dal mare. In epoca gallica, la costa atlantica era situata molto più a ovest, oltre il c.d. Banco degli ulivi oggi visibile.
Il manufatto era stato smontato e posizionato con cura sul fianco, le parti più piccole raggruppate entro le due lamine laterali più grandi. Sembra quindi che sia stato deliberatamente sepolto, senza dubbio per un deposito rituale il cui scopo ci rimane ignoto.

## Descrizione
Il cinghiale è realizzata con lastre di ottone sagomate e assemblate ad incastro. È lungo 55 cm totali ed è completo tranne che per un orecchio. Era posizionato su d'una base di legno, rinvenuta, e inastato su di un palo. Due grosse lamine laterali compongono il muso, il corpo e le zampe posteriori. Gli arti anteriori, la coda, il sesso, la cresta e le orecchie erano composte da pezzi separati.
Scoperto fuori contesto stratigrafico e isolato, il manufatto è datato tramite i suoi elementi stilistici alla fase finale della Gallia preromana, nel I secolo a.C. Gaio Giulio Cesare, nei suoi Commentarii de bello Gallico, riportò d'aver saccheggiato 73 insegne simili dopo la Battaglia di Alesia. Il cinghiale, un animale coraggioso e feroce, era spesso usato come simbolo di guerra dai Celti in generale e dai Galli in particolare (v.si Il cinghiale nell'arte celtica).
Il Cinghiale di Soulac-sur-Mer è un oggetto eccezionale, pervenutoci in ottime condizioni. Conosciamo solo 4 o 5 altri esempi di simili manufatti: spec. i cinghiali-insegna del "Tesoro di Neuvy-en-Sullias"  e del Oppidum di Corent. Un'insegna simile è stato rinvenuta a Ilonse (Alpi Marittime) ed è conservata al Museo Archeologico di Nice-Cimiez. Il territorio di Soulac dipendeva dalla città di Biturigi Vivisqui (nella provincia d'Aquitania di Augusto) e la regione potrebbe aver visto la convivenza di due popoli, i Meduli e i Biturigi Vivisqui.
Il manufatto è oggi al Museo d'Arte e Archeologia di Soulac-sur-Mer, smontato per riprodurre la sepoltura rituale che ce lo ha consegnato ma con accanto una replica ricomposta realizzata in galvanoplastica dal Römisch-Germanisches Zentralmuseum di Magonza.

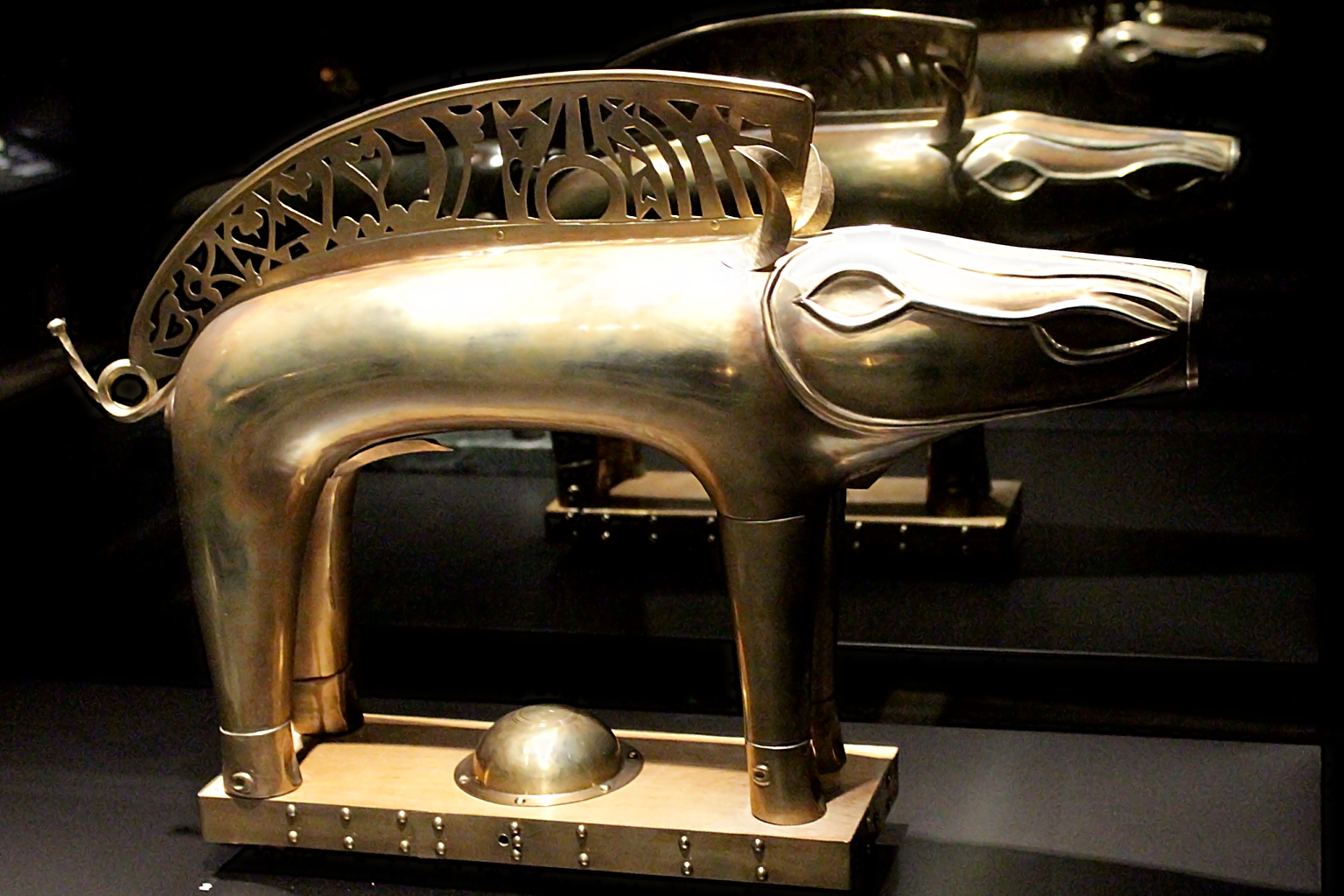
Galvanotecnica del Cinghiale di Soulac-sur-Mer.
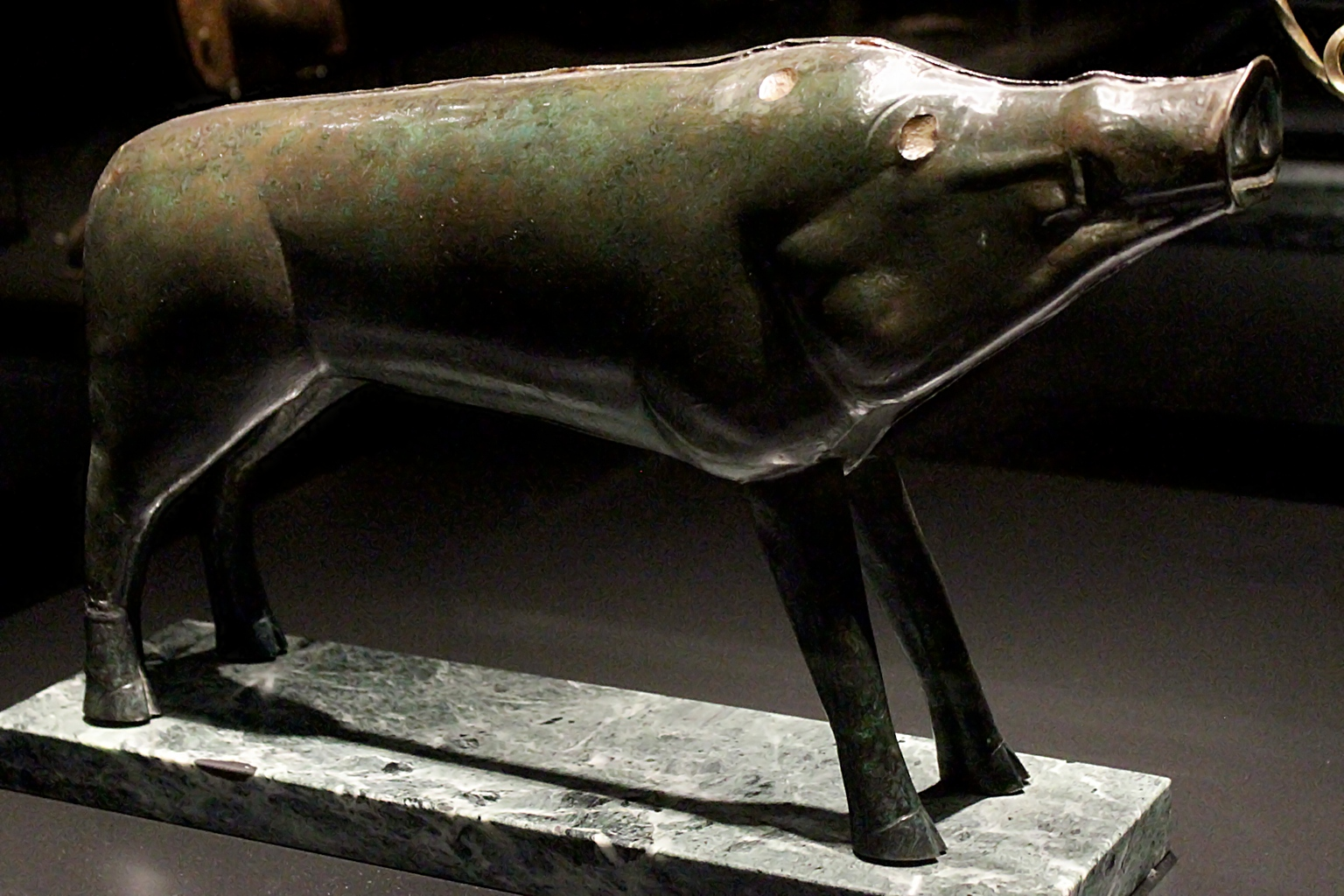
Insegna di cinghiale gallica trovata nel Tesoro di Neuvy-en-Sullias.

## Nei media
Rese popolari dai fumetti di Asterix, le insegne zoomorfe galliche possono essere considerate il prototipo degli Emblemi della Francia. È stato emesso un francobollo con l'effigie del Cinghiale Soulac-sur-Mer il 4 giugno 2007 dal servizio filatelico della posta.